# Club Balonmano La Calzada
El Club Balonmano La Calzada es un club deportivo de balonmano femenino con sede en el barrio gijonés de La Calzada, Asturias (España). Compitió durante 9 años en la División de Honor de balonmano femenino. Actualmente solo compite con equipos de base.

## Historia
Se fundó el 18 de octubre de 1995 al fusionarse dos clubes de balonmano femenino de Gijón: El Club Balonmano Riscar y la Asociación Deportiva Balonmano La Calzada aunque su fundación oficial fue el 10 de mayo de 1999.
Ascendió a la División de Honor en 2016.
En 2018 ganó la Copa de la Reina.
En 2022 se convirtió en el primer club de balonmano asturiano en disputar una competición europea, al clasificarse para la Copa Europea de la EHF femenina.
Miguel Alvarez Baños fue su primer presidente. Manuela Fernández Ena, exjugadora, le sustituyó en 2017 hasta la temporada 2023-24, cuando es nombrada directora general de Deportes del Principado de Asturias, pasando a ocupar la presidencia la que era vicepresidenta, Alejandra Argüelles, debido a que en las elecciones de 2024 no se presentó ninguna candidatura.
En la temporada 2024-25 el equipo desciende a División de Honor Oro y decide renunciar, disolviendo su equipo senior.

## Equipos
Su última plantilla en División de Honor, en la temporada 2024/25, fue la siguiente
|  | Porteras - Niurkis Mora - Aida Fernández - Raquel Álvarez Lafuente Extremos - Paula Valdivia Monserrat - María González - Paloma Calvo - Laura Rivas - Alicia Rodríguez Pivotes - Nayla de Andrés - Lisa Chiagozie - Vanesa Chiagozie | Laterales - Daniela Jerónimo - June Loidi - Silje Nilsen - Carolina Da Silva - Sandra Pascual Centrales - Dorottya Zentai |

### Cuerpo técnico
- Team Manager y entrenador:  Alfredo Rodríguez
- Entrenador Asistente:  Luis Avelino Álvarez
- Entrenadora asistente:  Marizza Faria
- Entrenadora porteras:  Mar Rodríguez
- Preparador Físico:  Guillermo Gutiérrez
- Video Analista:  Ignacio Montes
- Médico:  Aida Maestro